# David Boreanaz
David Paul Boreanaz, ameriški igralec in televizijski producent,  *16. maj 1969, Buffalo, New York, Združene države Amerike.
Znan je po svoji vlogi Angel-a v TV nadaljevanki Buffy the Vampire Slayer in v TV nadaljevanki Angel ter po vlogi FBI agenta po imenu Seeley Booth v TV nadaljevanki Kosti (Bones).

## Filmografija

### Film
| Leto | Film                             | Vloga                    | Opombe               |
| ---- | -------------------------------- | ------------------------ | -------------------- |
| 1993 | Best of the Best 2               | Statist                  |                      |
| 1993 | Aspen Extreme                    | Statist                  |                      |
| 1996 | Macabre Pair of Shorts           | Vampirjeva žrtev         |                      |
| 2001 | Valentine                        | Adam Carr/Jeremy Melton  |                      |
| 2002 | I'm With Lucy                    | Luke                     |                      |
| 2005 | The Crow: Wicked Prayer          | Luc Crash                |                      |
| 2006 | These Girls                      | Keith Clark              | Omejena izdaja       |
| 2006 | Mr. Fix It                       | Lance Valenteen          |                      |
| 2006 | The Hard Easy                    | Roger Hargitay           |                      |
| 2007 | Suffering Man's Charity          | Sebastian                |                      |
| 2008 | Justice League: The New Frontier | Hal Jordan/Green Lantern | Samo glas            |
| 2010 | The Mighty Macs                  | Ed Rush                  | V pričakovanju izida |

### Televizija
| Leto            | Naslov                   | Vloga             | Opombe                                                       |
| --------------- | ------------------------ | ----------------- | ------------------------------------------------------------ |
| 1993            | Married... with Children | Frank             | Epizoda: »Movie Show«                                        |
| 1997–2001, 2003 | Buffy the Vampire Slayer | Angel             | 57 Epizod                                                    |
| 1999–2004       | Angel                    | Glavna voga       | 110 epizod Režiral eno epizodo (»Soul Purpose«)              |
| 2002            | Baby Blues               | Johnny            | Epizoda: »Teddy-Cam«                                         |
| 2006            | Punk'd                   | Igral je sebe     | 1 Epizoda                                                    |
| 2005-2017       | Bones (Kosti)            | Seeley Booth      | Glavna vloga Producent z Emily Deschanel Režiral dve epizodi |
| 2010            | Family Guy               | »Aurora Boreanaz« | Epizoda: »Road to the North Pole« Gostujoči igralec          |

### Video igre
| Leto | Igra                     | Vloga           | Opombe |
| ---- | ------------------------ | --------------- | ------ |
| 2002 | Buffy the Vampire Slayer | Angel           |        |
| 2002 | Kingdom Hearts           | Squall Leonhart |        |